# Hecho en China (2012)

Hecho en China  (en inglés: Made In China) es una película mexicana de comedia dramática, del subgénero road movie, protagonizada, por Odiseo Bichir, filmada en México, producida por IMAGYX Entertainment, Canal 22 y el Instituto Mexicano de Cinematografía (IMCINE).

## Argumento
Marcos Márquez (Bichir) cumple 50 años. Es un hombre serio, respetuoso y culto quien está al frente del restaurante chino que heredó de sus padres. A Marcos no le emocionan los festejos pues le recuerdan que sus sueños de juventud se han ido desvaneciendo. 

Esta vez su aniversario resulta diferente pues recibe la invitación a la boda de Clara, la única novia que tuvo en su juventud, además de la amenaza de un mafioso chino que quiere obligarlo a vender su negocio. 

Marcos decide ir a la boda que se llevará a cabo en Monterrey, así que prepara su maleta e inicia el viaje en auto pues detesta los aviones. Lo que el protagonista no sabe es que dentro de la cajuela de su auto lleva a Fernando (Hernández), un joven de 18 años que es su empleado y quien es totalmente diferente a él. 

Las circunstancias obligan al protagonista a convivir con Fernando; esa relación lo impulsa a probar todo aquello que nunca había experimentado y a darse cuenta de que a sus 50 años es absolutamente capaz de concretar sus máximos sueños. 

## Reparto
- Odiseo Bichir como Marcos Márquez.
- Víctor Hernández como Fernando Fernández.
- Carlos Cobos como Odiseo.
- Eduardo España como George.
- Claudia Ramírez como Clara.
- Mario Zaragoza como Tony (el mecánico).
- Omar Fierro como Homero Garza.
- Norma Angélica como Doña Gilda.
- Taka (actor) como Yang Li.
- David Loji como Juan Mao.
- David Colorado como Nacho.
- David Arauza como Policía de Caminos.
- Eduardo Cantú como Marcos (11 años).
- Nancy Zhou como Pei-Pei.
- Francisco Colmenero como el Narrador.

## Producción
Hecho en China es uno de los tres filmes ganadores de la Primera Convocatoria de Apoyo a la Producción de Largometraje Telefilm Digital convocada por Canal 22 y el Fondo para la Producción Cinematográfica de Calidad (FOPROCINE), a través del Instituto Mexicano de Cinematografía, que busca promover el cine mexicano.
La película tiene como triste distinción ser una de las últimas apariciones en pantalla del actor Carlos Cobos, ganador del Ariel por Pastorela (película), quien falleciera meses después de terminada la producción.

## Crítica
La película recibió críticas favorables a lo largo de su paso por festivales. La crítica brasileña llegó a comparar algunas de sus secuencias con cintas como la francesa Amélie y la argentina Un cuento chino.

## Distinciones

### Premios
| Año  | Festival                                           | Categoría            | Película       | Resultado | Ref         |
| ---- | -------------------------------------------------- | -------------------- | -------------- | --------- | ----------- |
| 2013 | Jaipur International Film Festival (Jaipur, India) | Mejor guion original | Hecho en China | Ganador   | [ 4 ] [ 5 ] |

### Festivales
| Año  | Festival                                                                                   | Categoría                                  | Ref    |
| ---- | ------------------------------------------------------------------------------------------ | ------------------------------------------ | ------ |
| 2013 | 9º CINEMAISSI Festival de Cine Latinoamericano de Finlandia (Helsinki, Finlandia)          | Selección oficial                          | [ 6 ]  |
| 2013 | 9th Santiago International Film Festival (Santiago, Chile)                                 | Selección Visiones del mundo               | [ 7 ]  |
| 2013 | Premios Tal (Montevideo, Uruguay)                                                          | Finalista, Producción de Unitario          | [ 8 ]  |
| 2013 | SAFILM - San Antonio Film Festival (San Antonio, Texas, Estados Unidos)                    | Exhibición especial                        | [ 9 ]  |
| 2013 | 8th Sinemardin International Film Festival (Mardin, Turquía)                               | Selección especial                         | [ 10 ] |
| 2013 | 11th Annual Riverside International film Festival (Riverside, California, Estados Unidos ) | Selección oficial                          | [ 11 ] |
| 2013 | CINERAMABC Film Festival (Balneário Caimború, Brasil)                                      | Selección oficial                          | [ 12 ] |
| 2013 | Sonoma International Film Festival (Sonoma, California, Estados Unidos)                    | Muestra especial de cine latinoamericano   | [ 13 ] |
| 2013 | CINEQUEST (San José, California, Estados Unidos)                                           | Selección oficial                          | [ 14 ] |
| 2012 | 8º Festival Internacional de Cine de Monterrey (Monterrey, Nuevo León, México)             | Selección oficial, Largometraje Nuevo León | [ 15 ] |
| 2012 | 27º Festival Internacional de Cine de Guadalajara (Guadalajara, Jalisco, México)           | Función especial                           | [ 16 ] |